# فيبسيون
الفيبيون أوفيبسيون هم شعوب فينية يتحدثون اللغة الفيبسية، التي تنتمي إلى الفرع الفيني من اللغات الأورالية.